# 340 هـ
340 هـ هي سنة في التقويم الهجري امتدت مقابلةً في التقويم الميلادي بين سنتي 951 و952.

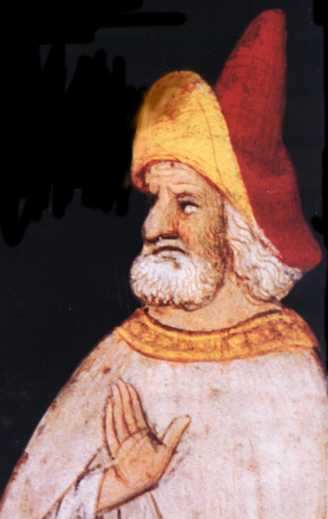
حسن الصباح

## مواليد
- السجزي
- مسلمة المجريطي
- أبو عمر الطلمنكي
- ابن بابك
- حسن الصباح
- محرز بن خلف

## وفيات
- أبو الحسن الكرخي
- أبو العباس الدينوري
- أبو بكر الطمستاني
- أبو سعيد بن الأعرابي
- ابن الداية
- قاسم بن أصبغ

- في 9 رجب 340 هـ الموافق 11 ديسمبر 951 م توفي العلامة الفقيه أبو إسحاق المروزي.